# Калаглея (зупинний пункт)
Калагле́я — пасажирський залізничний зупинний пункт Одеської дирекції Одеської залізниці на лінії Колосівка — Чорноморська.
Розташований поблизу села Ланове, Березівський район Одеської області між станціями Колосівка (8 км) та Березівка (6 км).
На платформі зупиняються приміські поїзди.